# Cesación tabáquica

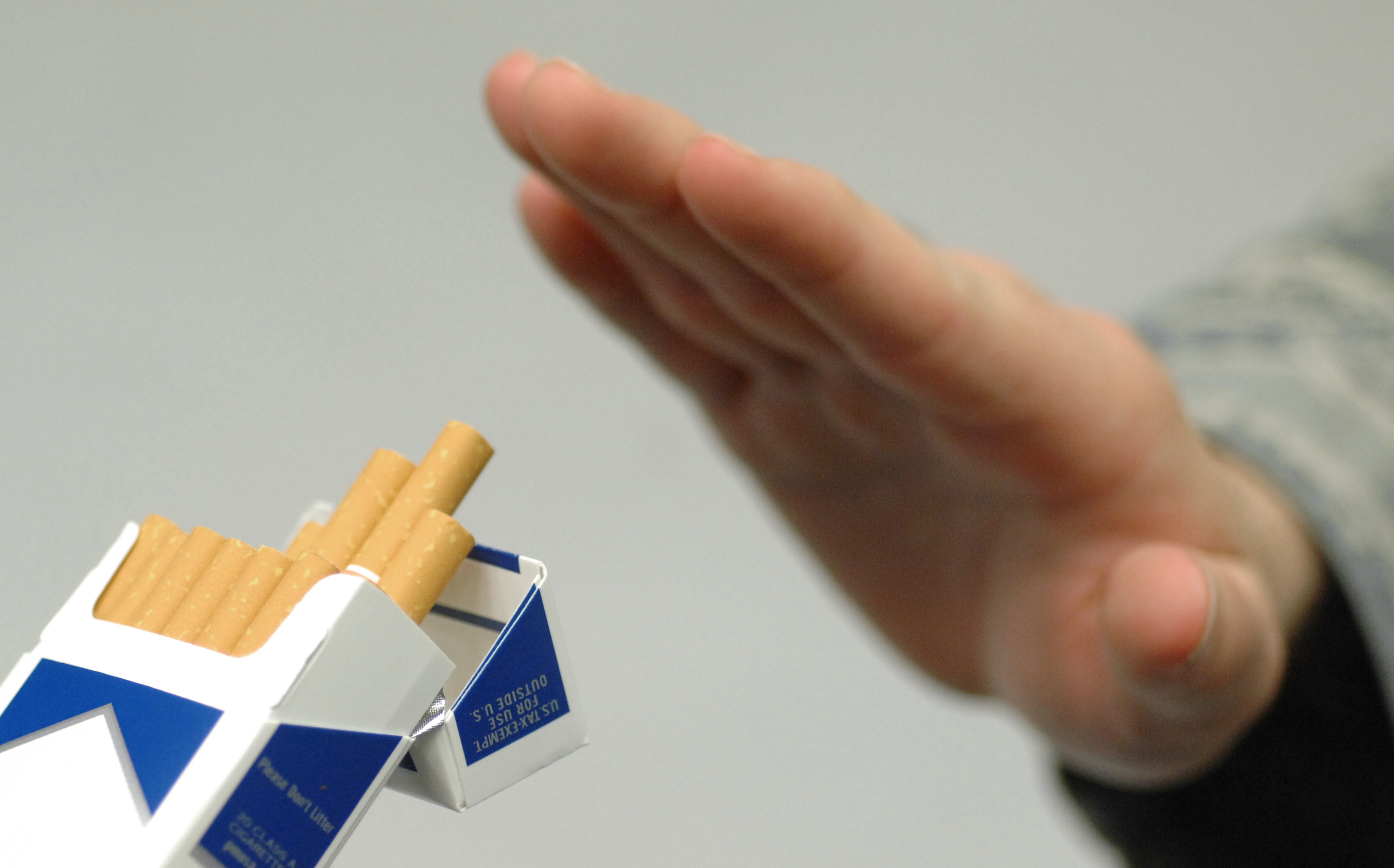
Cesación tabáquica.

La cesación tabáquica o, coloquialmente, el dejar de fumar, es el proceso de detener el consumo de tabaco. El tabaco contiene nicotina, una sustancia que genera adicción. En consecuencia, el síndrome de abstinencia puede dificultar la cesación.
Puede lograrse con o sin ayuda de profesionales de la salud o el uso de medicación.  De hecho, la gran mayoría de fumadores que dejan de fumar de manera permanente, lo hacen sin ningún tipo de asistencia .  Los métodos que se han encontrado efectivos incluyen intervenciones dirigidas hacia o a través de los proveedores del cuidado de la salud y sistemas de atención de la salud; los medicamentos usados incluyen Terapia de reemplazo nicotínico (TRN) y vareniclina; consejerías individuales y grupales; programas de computadora o vía Web. Aunque dejar de fumar puede causar efectos a corto plazo como ganancia de peso reversible, los servicios y actividades para dejar de fumar son costo-efectivos debido a los beneficios que traen a la salud.

## Hechos
- En un número cada vez mayor de países hay más ex fumadores que fumadores[2]
- La falla temprana es una parte normal del proceso de intentar dejar y comúnmente hay más de un intento de hacerlo antes de tener éxito en el largo plazo[2]
- TRN, otros fármacos y consejería profesional ayudan a muchos fumadores.[2]
- La cesación sin soporte profesional o medicación sería el método más comúnmente usado por los ex-fumadores: hasta tres cuartas partes de ellos reportan haber dejado el hábito sin asistencia (cesación abrupta,[3] o disminución gradual del hábito hasta abandonarlo).[2]

El tabaco contiene nicotina y fumar cigarrillos puede llevar a la adicción a nicotina.: 2300–2301  La adicción comienza cuando la nicotina actúa en los receptores nicotínicos de acetilcolina para liberar neurotransmisores como la dopamina, glutamato, y  ácido gamma-aminobutírico.: 2296  Dejar de fumar conduce a síntomas de abstinencia de nicotina tales como ansiedad o irritabilidad.: 2298  El apoyo profesional para dejar de fumar trata de atender tanto la adicción a la nicotina cómo los síntomas de su supresión.
Algunos estudios han demostrado que hasta 6 a 12 y semanas después del momento en que se deja de fumar, la cantidad de receptores nicotínicos en el cerebro no regresa a niveles de no fumadores.

## Métodos
Los estudios más importantes de literatura científica sobre el tema tratan sobre:
- Terapias de reemplazo de nicotina
- Revisiones sistemáticas del “Cochrane Tobacco Addiction Group” de la Colaboración Cochrane.[6] Hasta 2012, esta organización internacional, independiente y sin fines de lucro lleva publicadas más de 60 revisiones sistemáticas sobre "intervenciones para prevenir y tratar la adiccción al tabaco"[6] a las cuales se hará referencia como "revisiones Cochrane."
- Clinical Practice Guideline: Treating Tobacco Use and Dependence: 2008 Update del Departamento de Salud y Servicios Sociales de los Estados Unidos, al cual se hará referencia cómo "2008 Guideline."[7] La guía fue originalmente publicada en 1996[8] y revisada en el 2000.[9] Para la guía de 2008, los expertos revisaron más de 8700 artículos de investigación publicados entre 1975 y 2007.[7]: 13–14  Más de 300 estudios fueron usados en metaanálisis de los tratamientos relevantes; unos 600 reportes adicionales no fueron incluidos en los metaanálisis, pero ayudaron a formular recomendaciones.[7]: 22  Las limitaciones de la guía de 2008 incluyen su falta de evaluación de los estudios con métodos "cold turkey" ("intentos de cesación sin ayuda") y su foco en estudios que siguieron a los individuos sólo hasta 6 meses luego de la "fecha de cese" (aunuqe casi un tercio de los ex fumadores que vuelven a fumar lo harán entre 7-12 meses luego de la "fecha de cese".[7]: 19, 23 [10][11]
- El uso de psilocibina en el contexto de un tratamiento de terapia cognitivo conductual ha sido estudiado.[12][13]

### Métodos no asistidos
Dado que es común en los ex fumadores haber realizado varios intentos para dejar de fumar (a menudo con diferentes estrategias) antes de alcanzar la abstinencia a largo plazo, no es sencillo identificar qué estrategia o técnica es la más exitosa; se ha estimado, por ejemplo, que "sólo alrededor de 4% a 7% de la gente es capaz de dejar de fumar en cualquier intento sin medicamentos u otra ayuda". Sin embargo, en el análisis de una encuesta de 1986 en Estados Unidos, Fiore et al. (1990) encontró que 95% de los ex fumadores que habían estado en abstinencia por 1-10 años habían hecho un último intento de cesacíón sin asistencia. Los métodos sin asistencia más frecuentes son cesación súbita y el "descenso gradual" del número de cigarrillos. Un metaanálisis de 1995 estimó que la tasa de cesación para los métodos sin asistencia era de 7.3% luego de un seguimiento de 10 meses.

### Cesación abrupta
En inglés, "cold turkey", es un término coloquial indicando el abandono abrupto de una droga adictiva, en este contexto indica la cesación completa y súbita de todos los usos de nicotina. En tres estudios , fue el método citado por el 76%, 85%, u 88% de los abandonadores exitosos a largo plazo. En un estudio británico grande con ex-fumadores de los años 80, antes del advenimiento de la farmacoterapia, 53% de los ex fumadores dijeron que "no fue difícil en absoluto" dejar, 27% dijo que fue "algo difícil", y el 20% restante lo encontró muy difícil.  Los métodos de cesación súbita han sido llevados adelante por J. Wayne McFarland y Elman J. Folkenburg; Joel Spitzer y John R. Polito; Allen Carr, y Jason Wright.
Reducir el número de cigarrillos fumados antes del día para dejar de fumar y dejar de fumar abruptamente, sin una reducción previa, produjo tasas de abandono comparables, por lo que se puede dar a los pacientes la opción de dejar de fumar de cualquiera de estas formas.

### Sistemas de atención de la salud
Algunas intervenciones llevadas a cabo por proveedores y sistemas de cuidado de la salud han demostrado mejorar el cese de la adicción entre quienes usan estos servicios.
- Un sistema de screening clínico (por ejemplo, questionarios computarizados) para identificar si una persona fuma, duplicó las tasas de abstinencia de 3.1% a 6.4%.[7]: 78–79  De manera similar, la Task Force on Community Preventive Services determinó que los recordatorios de los trabajadores de salud, solos o acompañados de educación son efectivos en promover dejar de fumar.[25]: 33–38
- Una guía de 2008 a partir de un metaanálisis estimó que el consejo médico para dejar de fumar llevó a tasas de cesación de 10.2%, contra una tasa de 7.9% entre pacientes que no recibieron consejo médico para dejar de fumar[7]: 82–83  Una revisión de Cochrane encontró que incluso el consejo breve de parte de los médicos tuvo un "pequeño efecto en las tasas de cesación."[26] Sin embargo, un estudio de Irlanda involucrando viñetas clínicas encontró que la probabilidad de que los médicos den consejos para dejar de fumar disminuye conforme aumenta la edad de los pacientes,[27] y otro estudio de Estados Unidos encontró que sólo el 81% de los fumadores de 50 años de edad o mayores recibieron consejo sobre dejar de fumar en el año previo.[28]
- Para sesiones de consejo de uno a uno, la duración de cada sesión, el tiempo total de contacto y el número de sesiones se correlacionan con la efectividad. Por ejemplo, intervenciones de "alta intensidad" (>10 minutos) produjeron una tasa de cesación de 22,1% en oposición a 10,9% para "sin contacto"; contacto de más de 300 minutos produjo una tasa de cesación de 25,5% en oposición a 11,0% para "ningún minuto"; y más de 8 sesiones produjeron una tasa de cesación de 24,7% contra 12,4% para 0–1 sesiones.[7]: 83–86
- Tanto los médicos como personal de salud no médico aumentaron las tasas de abstinencia comparados con autoayuda o personal no relacionado con el cuidado de la salud.[7]: 87–88  Por ejemplo, una revisión Cochrane de 31 estudios encontró que intervenciones de enfermería aumentaron las probabilidades de cesación un 28%.[29]
- Los dentistas también son un componente clave para aumentar las tasas de abstinencia de tabaco en la comunidad a través del consejo a pacientes sobre los efectos del tabaco en la salud bucal junto con el examen oral.[30]
- De acuerdo con una guía de 2008 basada en dos estudios, el entrenamiento de los trabajadores de la salud sobre métodos para dejar de fumar podría incrementar las tasas de abstinencia.[7]: 130 ; sin embargo, una revisión de Cochrane pudo medir que tal entrenamiento reducía la prevalencia de tabaquismo en los pacientes.[31]
- Reducir o eliminar los costos de las terapias de cesación para fumadores aumentó las tasas de cesación en tres metaanálisis.[7]: 139–140 [25]: 38–40 [32]
- En una revisión sistemática y un metaanálisis, intervenciones de múltiples componentes aumentaron las tasas de cesación en entornos de atención primaria.[33] Se trata de intervenciones que combinan dos o más de las siguientes estrategias, conocidas en inglés como las "cinco A"[7]: 38–43 :
  - Preguntar (Ask) — Sistemáticamente identificar los pacientes tabaquistas en cada visita.
  - Aconsejar (Advise) — Sugerir fuertemente a los tabaquistas sobre dejar el hábito.Cooxímetro mostrando la concentración de monóxido de carbono en una muestra de aire espirado (en ppm) con su correspondiente concentración precentual de carboxihemoglobina.

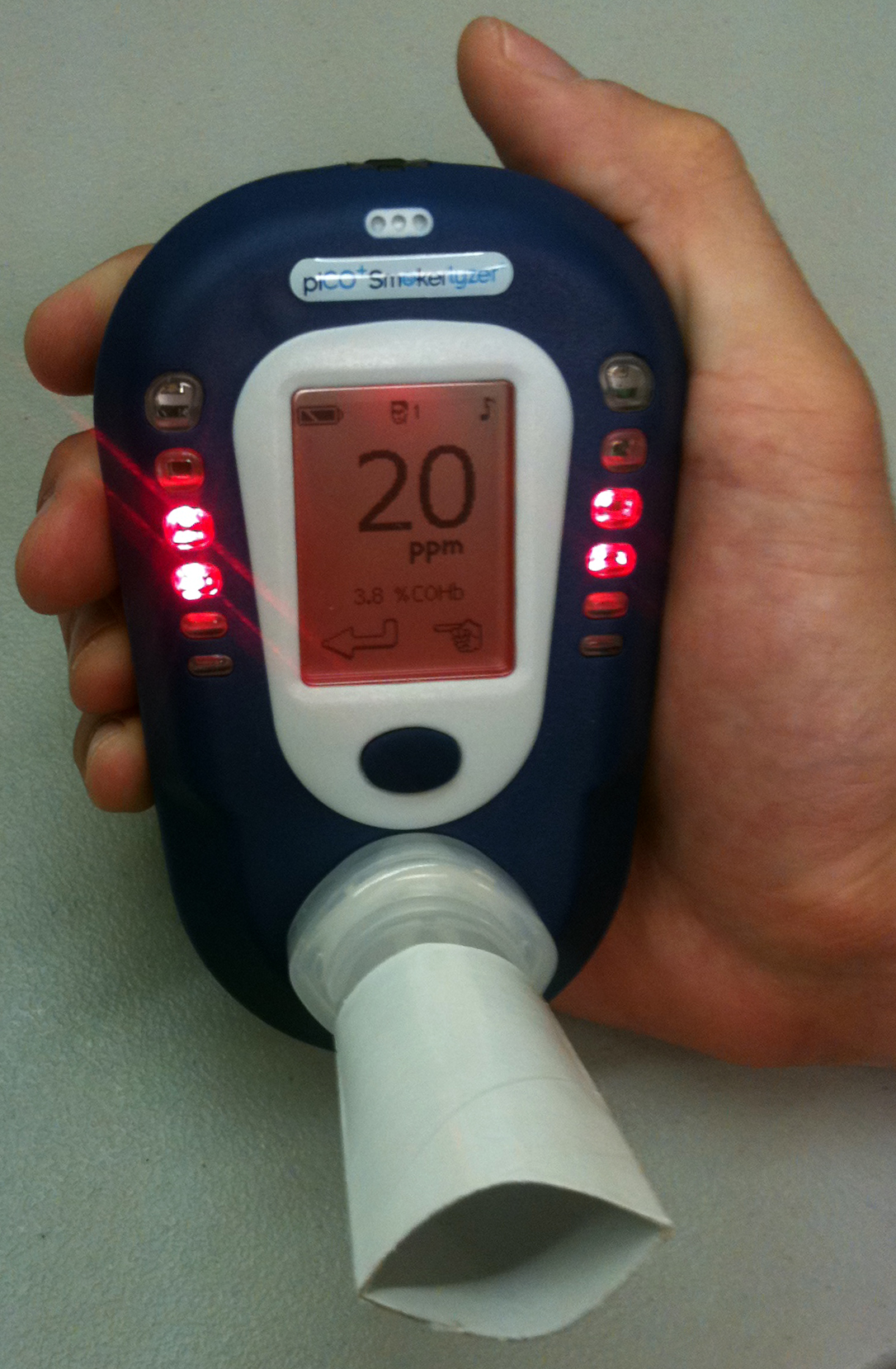
Cooxímetro mostrando la concentración de monóxido de carbono en una muestra de aire espirado (en ppm) con su correspondiente concentración precentual de carboxihemoglobina.

  - Evaluar (Assess) — Determinar la voluntad para realizar un intento de cesación.
  - Asistir (Assist) — Ayudar al paciente a dejar (proveer soporte tipo consejería y medicación).
  - Acordar (Arrange) — Asegurar el seguimiento.

### Feedback bioquímico
Existen varios métodos que permiten al fumador ver el impacto de su uso del tabaco y los efectos inmediatos de dejar de hacerlo. El uso de métodos de feedback bioquímico puede ayudar en la identificación y evaluación de los tabaquistas. El uso de monitoreo a través de un esfuerzo para dejar de fumarpuede aumentar la motivación para hacerlo.
- Monitoreo de monóxido de carbono (CO) en aire espirado: Dado que el monóxido de carbono es un componente significativo del humo del cigarrilo, un  cooxímetro puede ser usado para detectar el uso reciente de cigarrillos. Se ha demostrados que la concentración de monóxido de carbono en aire espirado está directamente relacionada con la concentración de CO en la sangre, conocida cómo porcentaje de carboxihemoglobina. El valor de mostrar la concentración sanguínea de CO a un fumador a través de una muestra no invasiva de aire espirado es que relaciona el hábito de fumar con el daño fisiológico asociado con el mismo.[36] En apenas horas desde la cesación, las concentraciones de CO muestran un descenso y dan a los pacientes una retroalimentación, similar a la forma en que otras herramientas diagnósticas tales como el estetoscopio, medición de presión arterial y colesterol han sido testeadas para ayudar al tratamiento por profesionales de la medicina.[34]
- Cotinina: Es un metabolito de la nicotina, se encuentra en los fumadores. Al igual que el monóxido de carbono, una prueba de cotinina puede servir como un marcador biológico confiable para determinar el estado del fumador.[37] Los niveles de cotinina pueden ser medidos en muestras de orina, saliva, sangre o cabello, siendo métodos no invasivos.

Si bien ambas mediciones ofrecen alta sensibilidad y especificidad, difieren en su método de uso y costo. Por ejemplo, el monitoreo de CO es no invasivo, mientras que la cotinina necesita de un fluido corporal. Estos dos métodos pueden ser usados en forma aislada o en conjunto, por ejemplo, en una situación dónde la verificación de abstinencia necesite confirmación adicional.

### Medicación

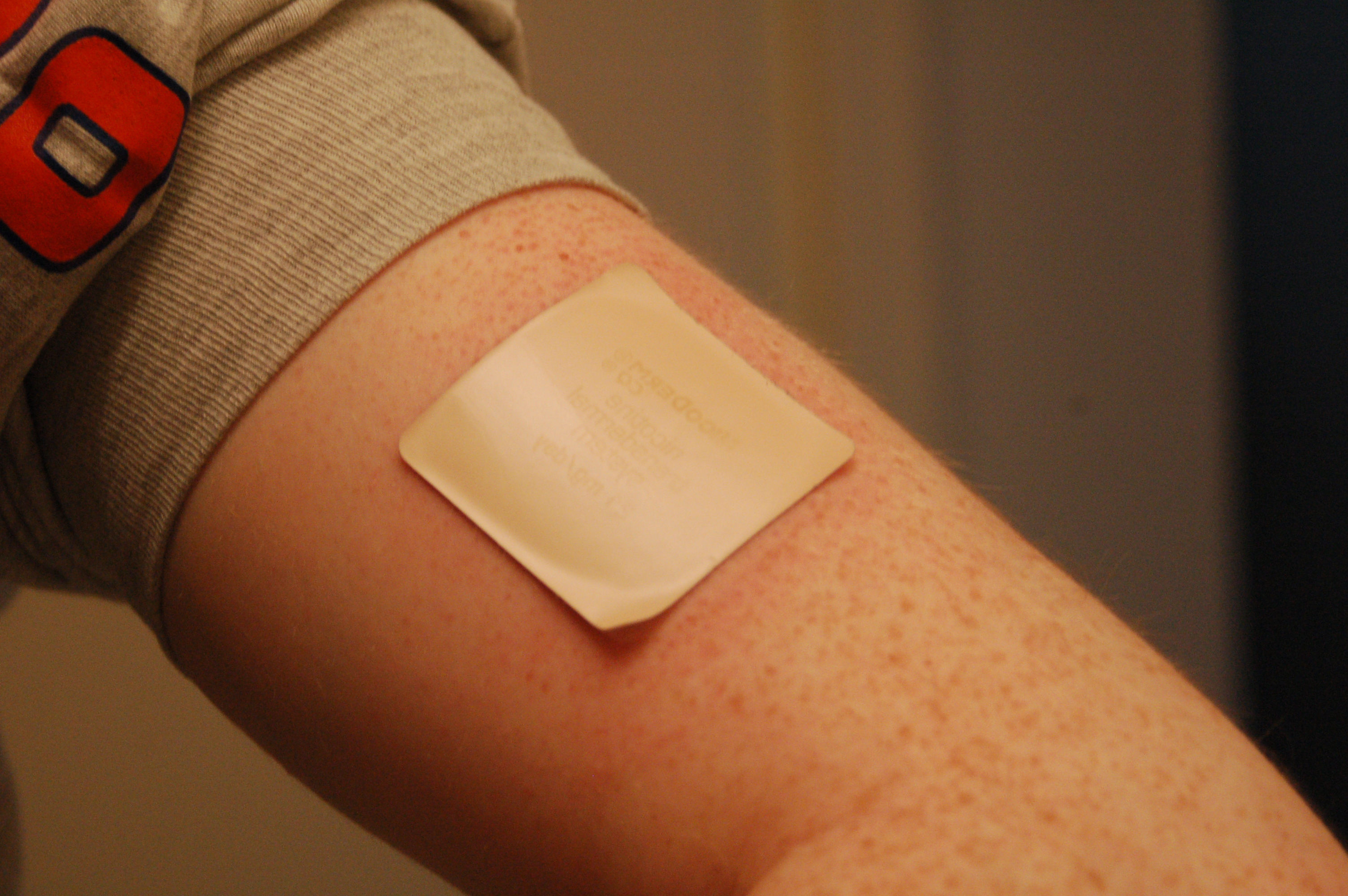
Una dosis de 21 mg de Nicotina aplicada por un parche en el brazo izquierdo. A 21mg dose Nicoderm CQ patch applied to the left arm.

La Sociedad Americana Contra El Cáncer (American Cancer Society) estima que "alrededor del 25% a 33% de los fumadores que usan medicamentos puede permanecer sin fumar por más de seis meses." Los medicamentos de uso solitario incluyen:
- Terapia de reemplazo nicotínico (TRN): Cinco medicaciones aprobadas por la FDA administran nicotina de una manera que no trae consigo los riesgos de fumar. Las TRNs están pensadas para ser usadas durante un periodo corto de tiempo y su dosis debe ser disminuida progresivamente antes de su discontinuación. En una revisión de Cochrane, los cinco medicamenteos aumentaron las chances de dejar de fumar entre 50 a 70% comparados con placebo o el no tratamiento.[39]  Estos son:
  1. Los parches transdérmicos de nicotina suministran dosis del químico adictivo nicotina, reduciendo los efectos displacenteros de la abstinencia. Estos parche pueden dar meyores o menores dosis, reduciendo paulatinamente la dependencia a la nicotina, y por lo tanto, al tabaco. Una revisión de Cochrane encontró mejores posibilidades de éxito usando una combinación de parches de nicotina y una forma de acción más rápida.[39] También, este método se vuelve más efectivo cuando se lo combina con otra medicación y soporte psicológico.[40]
  2. Goma de mascar de nicotina
  3. Pastillas de nicotina
  4. Sprays
  5. Inhaladores.

Un estudio encontró que el 93% de los usuarios de TRN de venta libre vuelven a fumar dentro de los seis meses.
- Antidepresivos: Bupropión está aprobado por la FDA. Está contraindicado en la epilepsia; anorexia/bulimia; pacientes que usan antidepresivos del grupo de los IMAO durante 14 días desde el cese; pacientes transitando discontinuación abrupta de etanol o sedantes (incluyendo benzodiacepinas).[42][43] Las pruebas de una revisión sistemática sugieren que los antidepresivos como Bupropión y Nortriptilina ayudan en el cese de la adicción a largo plazo y que los efectos adversos con ambas drogas son raramente de gravedad suficiente para causar el abandono de su uso. Las pruebas también sugieren que Bupropión es menos efectivo que Vareniclina, sin embargo esto necesita comprobaciones adicionales.[44][45] Moclobemida no produce beneficios a largo plazo.[43]
- Vareniclina o Champix, disminuye el deseo de fumar y reduce los síntomas de abstinencia.[46] Una revisión sistemática ha encontrado que Vareniclina es más efectiva que bupropión.[43] Una tabla en las guías de 2008 indican que 2 mg por día de Vareniclina produce la mayor tasa de abstinencia (33.2%) entre todos los tratamientos usados en forma aislada, mientras que 1 mg/día lleva a una tasa de abstinencia del 25.4%.[7]: 109  Una revisión de Cochrane de 2011 incluyendo 15 estudios (13 sponsoreados por Pfizer) encontró que Vareniclina fue significativamente superior a Bupropíón al cabo de un año pero que Vareniclina y los parches de nicotina producen el mismo nivel de abstinencia a las 24 semanas.[47] Una revisión de 2001 de estudios doble ciego encontró que Vareniclina aumentó el riesgo de eventos cardiovasculares serios comparada con placebo.[48] Vareniclina puede causar efectos adversos neuropsiquiátricos; por ejemplo, en 2008 la Medicines and Healthcare products Regulatory Agency del Reino Unido emitió una advertencia sobre posible ideación suicida y comportamiento suicida asociado con el uso de Vareniclina.[49]

- Agonistas parciales de receptores nicotínicos:
  - Cytisina (Tabex) es un extracto vegetal que se ha usado desde los años 60 en países de la ex Unión Soviética.[50] Fue la primera medicación aprobada cómo una ayuda para dejar de fumar y tiene pocos efectos adversos si es usada en bajas dosis.[51][52]: 70

Se han utilizado otros dos medicamentos usados en ensayos para dejar de fumar, aunque no han sido aprobados por la FDA para este propósito. Pueden ser usados bajo supervisión médica cuidadosa si los medicamentos de primera línea están contraindicados para el paciente.
1. Clonidina podría reducir los síntomas producidos por la cesación y "aproximadamente, duplica las tasas de abstinencia cuando se lo compara con placebo" pero sus efectos adversos incluyen sequedad bucal, sedación, y la interrupción abrupta de la toma del medicamento puede provocar hipertensión arterial y otros efectos adversos.[7]: 55, 116–117 [53]
2. Nortriptilina, otro antidepresivo, posee tasas de éxito similar a bupropión pero tiene efectos adversos que incluyen sequedad bucal y sedación.[7]: 56, 117–118 [45]

### Combinaciones de medicamentos
La Gúia Estadounidense de 2008 especifica que tres combinaciones de medicamentos son efectivas.: 118–120 :
- Uso de parches de nicotina a largo plazo y TRN en chicles o spray ad libitum.
- Parche de nicotina e inhalador de nicotina.
- Parche de nicotina y bupropion (Única combinación aprobada por la FDA para cesación tabáquica).